# Вертлинский сельский округ
Вертлинский сельский округ — упразднённая административно-территориальная единица, существовавшая на территории Солнечногорского района Московской области в 1994—2006 годах.
Вертлинский сельсовет был образован в первые годы советской власти. По данным 1920 года он входил в состав Вертлинской волости Клинского уезда Московской губернии.
В 1926 году Вертлинский с/с включал село Вертлино, деревни Загорье и Осипово, а также 3 хутора и сторожку.
В 1929 году Вертлинский с/с был отнесён к Солнечногорскому району Московского округа Московской области.
4 января 1952 года из Мерзловского с/с в Вертлинский было передано селение Новое.
14 июня 1954 года к Вертлинскому с/с был присоединён Мерзловский с/с.
7 декабря 1957 года Солнечногорский район был упразднён и Вертлинский с/с вошёл в Химкинский район.
28 июля 1960 года Химкинский район был упразднён, а Вертлинский с/с передан в воссозданный Солнечногорский район.
26 декабря 1962 года Солнечногорский район был переименован в Солнечногорский сельский, в состав которого вошёл Вертлинский с/с. 
21 ноября 1964 года Солнечногорский сельский район был переименован в Солнечногорский, в состав которого вошёл Вертлинский с/с.
28 ноября 1967 года из Вертлинского с/с в Тарака́новский были переданы селения Бедово, Воробьёво, Мерзлово, Носово, Новый Стан и посёлок ГЭС.
2 декабря 1976 года к Вертлинскому с/с был присоединён Тарака́новский с/с (селения Бедово, Бородино, Вельево, Воробьёво, Заовражье, Захарьино, Зеленино, Мерзлово, Мостки, Новый Стан, Носово, Починки, Рыгино, Тараканово, Тимоново, Федино, Фоминское и Яркино).
23 июня 1988 года в Вертлинском с/с была упразднена деревня Носово.
3 февраля 1994 года Вертлинский с/с был преобразован в Вертлинский сельский округ.
17 мая 2004 года из Вертлинского с/о в черту города Солнечногорска был передан посёлок Дома отдыха и творчества-1.
В ходе муниципальной реформы 2004—2005 годов Вертлинский сельский округ прекратил своё существование как муниципальная единица. При этом деревни Бедово, Вельево, Загорье, Заовражье, Захарьино, Зеленино, Мостки, Осипово, Рыгино, Тимоново и Федино были переданы в городское поселение Солнечногорск, а деревни Бородино, Вертлино, Воробьёво, Гудино, Дубровки, Мерзлово, Новое, Новый Стан, Осинки, Починки, Сергеевка, Тараканово, Толстяково, Фоминское и Яркино - в сельское поселение Смирновское.
29 ноября 2006 года Вертлинский сельский округ исключён из учётных данных административно-территориальных и территориальных единиц Московской области.